# تورانوس
تورانوس (به انگلیسی: Turanose) با فرمول شیمیایی C۱۲H۲۲O۱۱ یک ترکیب شیمیایی با شناسه پاب‌کم ۵۴۶۰۹۳۵ است. که جرم مولی آن ۳۴۲٫۳ g/mol می‌باشد. 